# Baobham Sith
La Baobham Sith è una creatura malvagia della mitologia scozzese. Appartiene al mondo delle fate. È diventata una malvagia non morta che si nutre di sangue. Di solito si veste di verde, per questo è chiamata anche Dama verde. Appare sotto le sembianze di una bellissima fanciulla che danza con ignari malcapitati che poi uccide lentamente. Può essere uccisa con l'acciaio freddo. Possiede zoccoli di cervo al posto dei piedi, che si celano sotto la lunga veste verde. Può talvolta assumere le sembianze di un corvo.